# Robert Sutton
Robert Mandel "Bob" Sutton (South Pasadena, 27 de abril de 1911 — Los Angeles, 13 de setembro de 1977) foi um velejador estadunidense, campeão olímpico. Ele competiu nos Jogos Olímpicos de Verão de 1932 na classe 8 Metre e conquistou a medalha de ouro na disputa a bordo do Angelita com Owen Churchill, John Biby, Alphonse Burnand, Kenneth Carey, William Cooper, Pierpont Davis, Carl Dorsey, John Huettner, Richard Moore, Alan Morgan e Thomas Webster. Além disso, ele exercia a profissão de engenheiro elétrico.